# Tazouaqt
 (septembre 2021).
 (septembre 2021).
 (septembre 2021).
La mise en forme du texte ne suit pas les recommandations de Wikipédia : il faut le « wikifier ».
Les points d'amélioration suivants sont les cas les plus fréquents :
- Les titres sont pré-formatés par le logiciel. Ils ne sont ni en capitales, ni en gras.
- Le texte ne doit pas être écrit en capitales (les noms de famille non plus), ni en gras, ni en italique, ni en « petit »…
- Le gras n'est utilisé que pour surligner le titre de l'article dans l'introduction, une seule fois.
- L'italique est rarement utilisé : mots en langue étrangère, titres d'œuvres, noms de bateaux, etc.
- Les citations ne sont pas en italique mais en corps de texte normal. Elles sont entourées par des guillemets français : « et ».
- Les listes à puces sont à éviter, des paragraphes rédigés étant largement préférés. Les tableaux sont à réserver à la présentation de données structurées (résultats, etc.).
- Les appels de note de bas de page (petits chiffres en exposant, introduits par l'outil «  Source ») sont à placer entre la fin de phrase et le point final[comme ça].
- Les liens internes (vers d'autres articles de Wikipédia) sont à choisir avec parcimonie. Créez des liens vers des articles approfondissant le sujet. Les termes génériques sans rapport avec le sujet sont à éviter, ainsi que les répétitions de liens vers un même terme.
- Les liens externes sont à placer uniquement dans une section « Liens externes », à la fin de l'article. Ces liens sont à choisir avec parcimonie suivant les règles définies. Si un lien sert de source à l'article, son insertion dans le texte est à faire par les notes de bas de page.
- La présentation des références doit suivre les conventions bibliographiques. Il est recommandé d'utiliser les modèles {{Ouvrage}}, {{Chapitre}}, {{Article}}, {{Lien web}} et/ou {{Bibliographie}}. Le mode d'édition visuel peut mettre en forme automatiquement les références.
- Insérer une infobox (cadre d'informations à droite) n'est pas obligatoire pour parachever la mise en page.

Pour une aide détaillée, merci de consulter Aide:Wikification.
Si vous pensez que ces points ont été résolus, vous pouvez retirer ce bandeau et améliorer la mise en forme d'un autre article.
Tazouaqt (en arabe: تازواقت , en berbère: ⵜⴰⵣⵡⵡⴰⵇⵜ, également connu sous le nom de Zouaq) désigne la pratique traditionnelle de peinture sur bois au Maroc. Cette technique est particulièrement valorisée dans des villes comme Fès, Marrakech et Chefchaouen, où les ouvrages en bois ne sont considérés comme achevés que lorsqu'ils sont peints. Le Tazouaqt reste l'un des caractères les plus affirmés de l'artisanat architectural au Maroc.

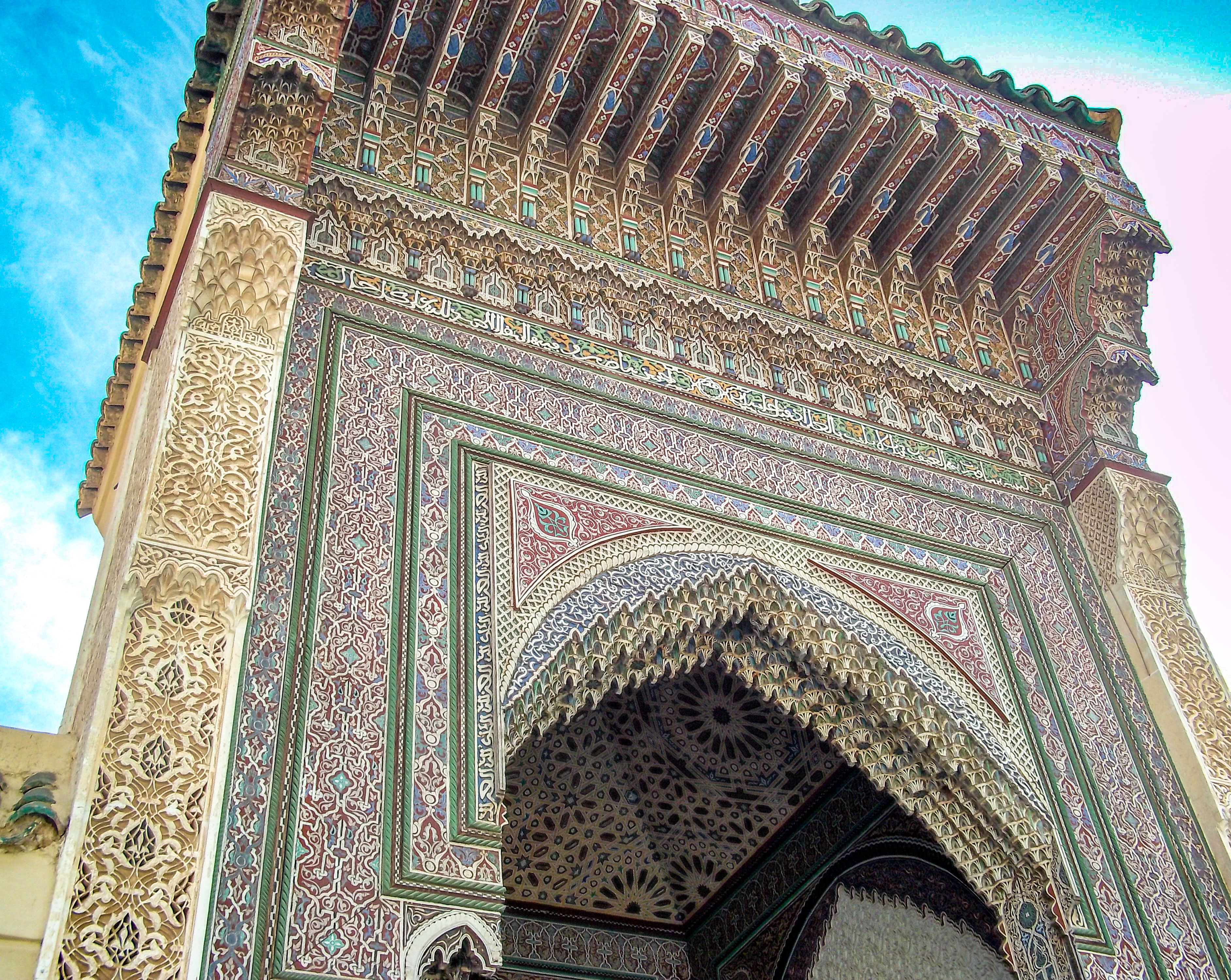
Auvent, façades et plafond en bois peint de la fontaine de Sidi Bel Abbas de Marrakech, Maroc

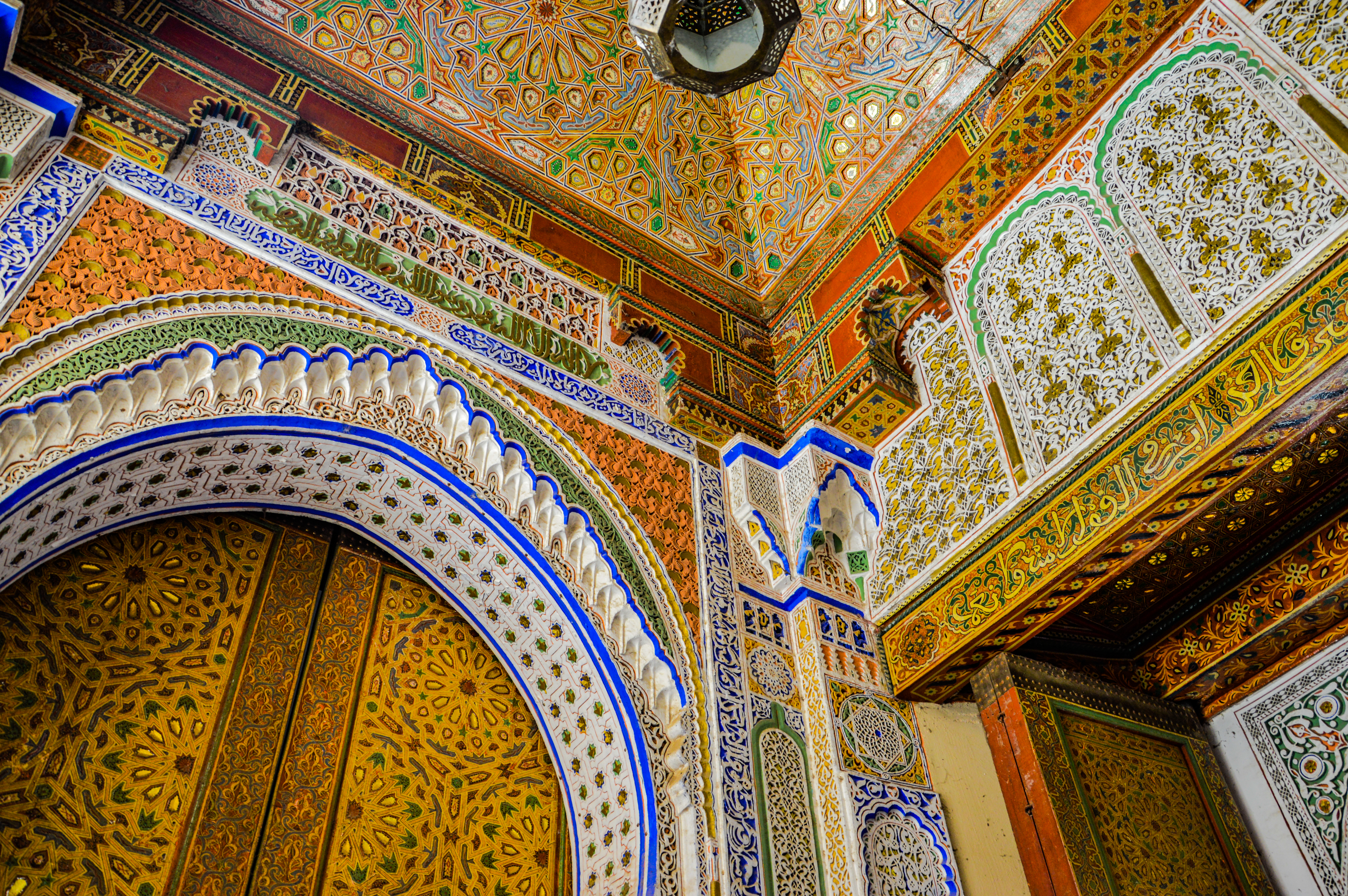
Bois peint à l'entrée du mausolée de Moulay Idriss II à Fès, Maroc

## Les motifs de Tazouaqt

### Motifs géométriques

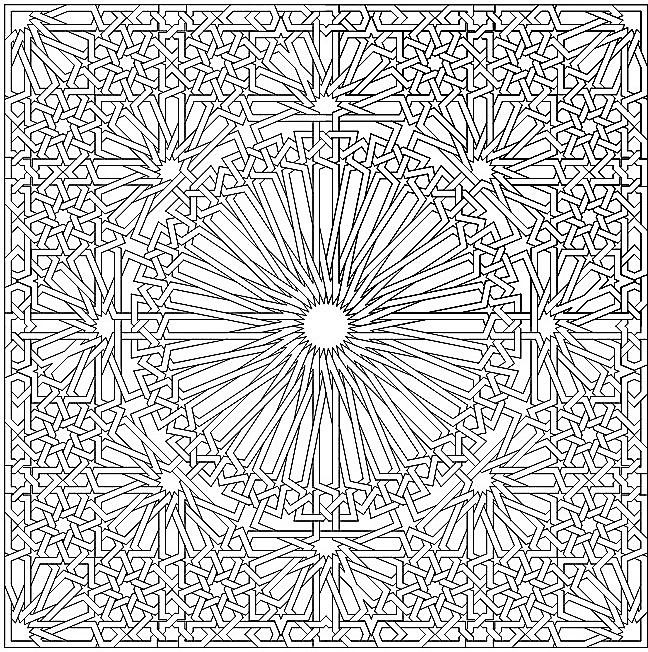
Motif géométrique marocain d'étoile à 32 branches.

Les zawwaqa (en marocain : artisans peintres) réalisent des motifs géométriques ou floraux. Il suivent la "Ḥasba" et la "Qasma", des règles de tracés géométriques nommées d'une façon générale Tastīr. Certains zouaq ont une composition seulement géométrique qui obéit comme chaque technique aux règles des tracés régulateurs. La Ḥasba et la Qasma construisent des méthodes de construction de motifs géométriques purement marocains. Ces méthodes ne sont pas utilisées seulement pour le Zouaq, mais elles sont utilisées pour tracer des motifs géométriques pour tous les autres arts traditionnels : bois, plâtre, pierre ou marbre sculpté, métal ciselé ou gravé, zellige, etc.,
Selon la surface que l'on veut peindre, le type de motif géométrique a un coefficient qui peut être un nombre entier ou un nombre rationnel. Il est déterminé par un calcul propre à ces méthodes,.

#### Nomenclature des motifs géométriques
Les méthodes de tracé géométrique permettent la construction des motifs simples ainsi que des motifs complexes. Pour des valeurs élevées des coefficients, les motifs deviennent de plus en plus complexes. Certains motifs géométriques ont une forme de système planétaire; grandes étoiles au centre entourées d'autres petites étoiles. La partie centrale de la grande étoile est nommée " Naa'ora " (ناعورة),. Le nom de chaque motif dépendent du nombre de branches de chaque étoile. Si, par exemple, l'étoile centrale est à 16 branches, entourée d'étoiles à 8, le motif s'appelle alors «Stachri Bel Mtammen» signifiant «étoile à 16 avec étoiles à 8».

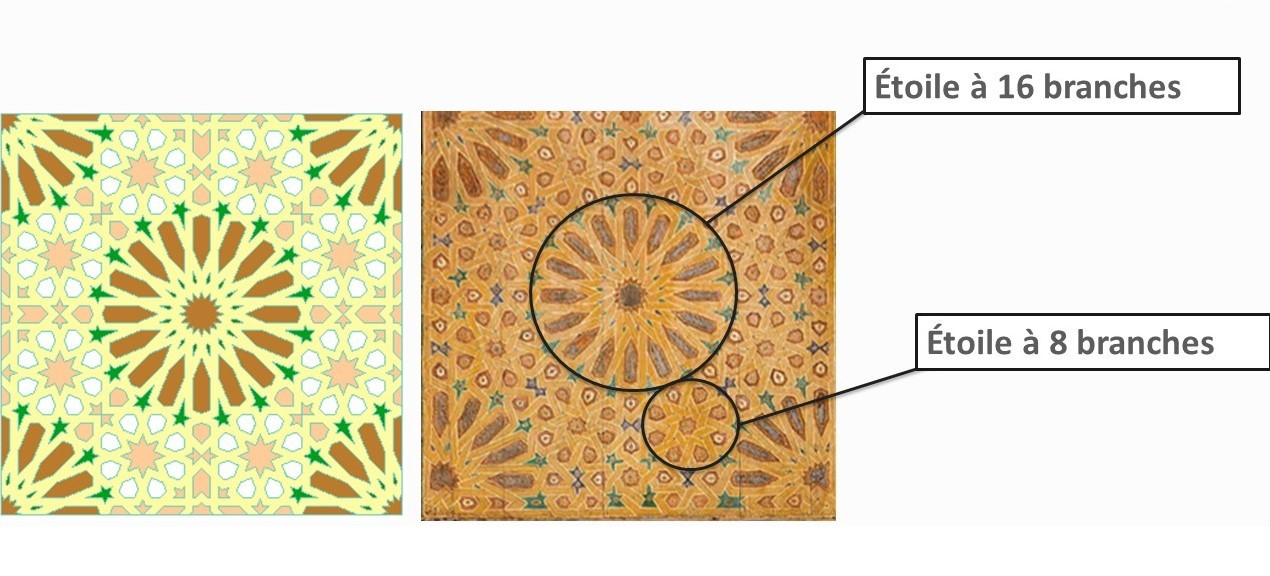
Motif géométrique marocain d'étoile à 16 branches entourée d'étoiles à 8, nommé "Stachri Bel Mtamman".

### Motifs floraux

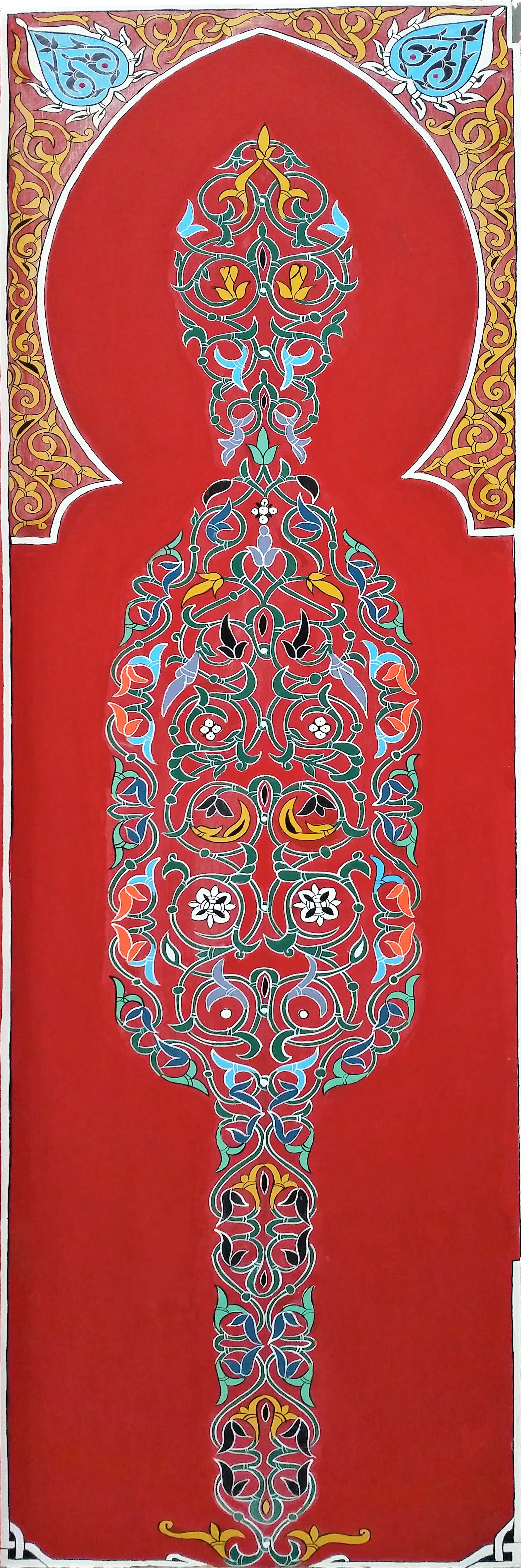
motif floral Tawrīq sur bois.

"Tawrīq" signifie motif en forme de feuille, et "Tashjīr" est un ornement en forme d'arbre. La présence de ce dernier est si répandue que l'on est enclin à le voir comme l'élément principal du zouaq. Ce type d'ornement est toujours symétrique, la moitié semble se refléter dans un miroir.

#### Nomenclature de motifs floraux
Presque tous les motifs portent des noms de plantes ou de fleurs:
- Tawrīq (de waraqa: ورقة): motif en forme de feuille;
- Tashjīr (de Shajara: شجرة): motif en forme d'arbre;
- ‘Arq: racine;
- Qronfel: œillet;
- Sūsān: basilic[1].

## Composants de la peinture du Zouaq: Pigments et liants
À l’origine, la peinture minérale en poudre était souvent employée. En la mélangeant avec de la colle de peau et en faisant chauffer le tout sur un brasero. Quelques peintures sont à base de jaune d'œuf, surtout celles qui sont destinées à décorer un fond ocre.
Les origines des pigments différaient d'une ville à l'autre. Dans chacune, le m’allem (artisan) utilisait des matériaux locaux disponibles dans sa ville ou dans ses régions.
Dans la figure ci-contre:

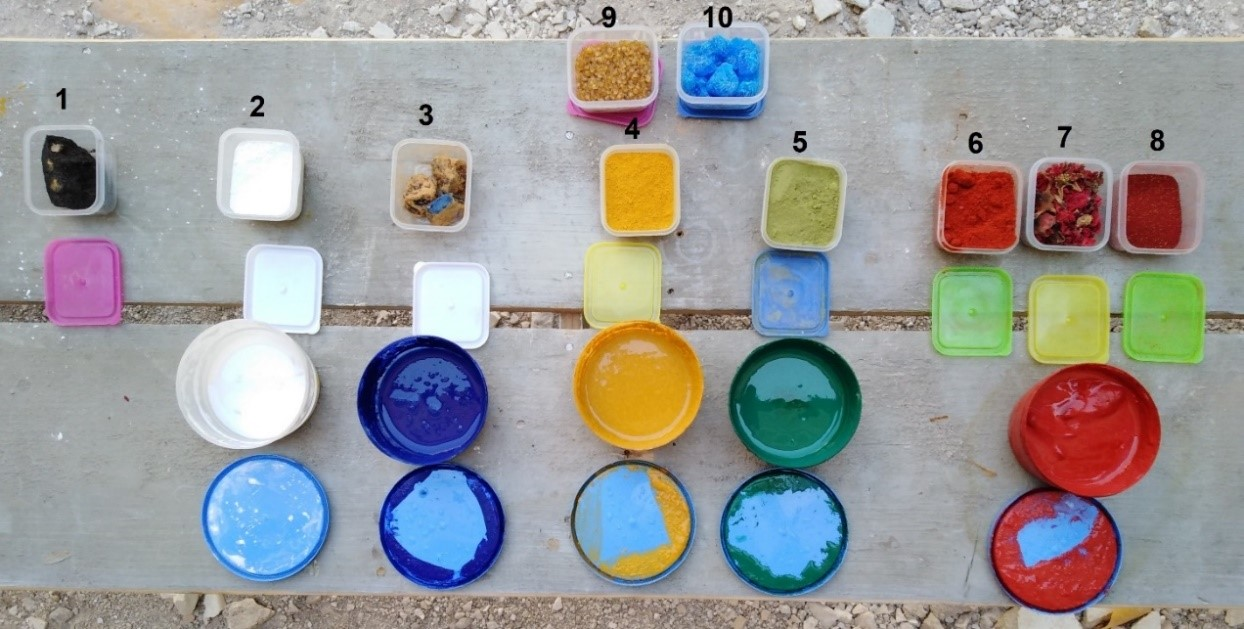
Pigments et liants utilisés traditionnellement dans Tazouaqt.

1. Laine de mouton carbonisée qui se mélange avec la colle de peau.
2. Substance crayeuse qui ressemble au gypse.
3. Bleu indigo " Nila ".
4. Jaune de curcuma.
5. Henné mélangé avec des pelures de grenade.
6. Paprika.
7. Feuille de grenadier.
8. Poudre de coquelicot " ‘ekar fāssi " mélangée avec des pelures de grenade.
9. Colle de peau utilisée comme liant.
10. Sulfate de cuivre " Ḥedida zarqa ".

La peinture rouge, en bas à droite de la figure, est obtenue par un mélange de paprika, de feuilles de grenadier, de poudre de coquelicot et de pelure de grenade.
La préparation de ces pigments naturels consiste en un broyage, traditionnellement au mortier et pilon.
Quant aux noms de couleurs, les m’allems (artisans) avaient leur propre jargon. Ils ont utilisé pour chaque couleur plusieurs noms en fonction de son degré, par exemple: " qalb lbanana ", qui signifie " cœur de banane ", était utilisé pour désigner le jaune clair, et " zraq Ellīl ", qui signifie " bleu de la nuit ", était utilisé pour désigner le bleu foncé. La couleur obtenue du mélange de deux couleurs était appelée " Mūssekh " qui signifie sale (car il ne s'agit pas d'une seule couleur pure).

## Outils de Tazouaqt: pinceaux et pochoirs

### Pinceau de poils d'âne
Les pinceaux sont confectionnés par les artisans eux-mêmes, en poils de crinière d'âne.

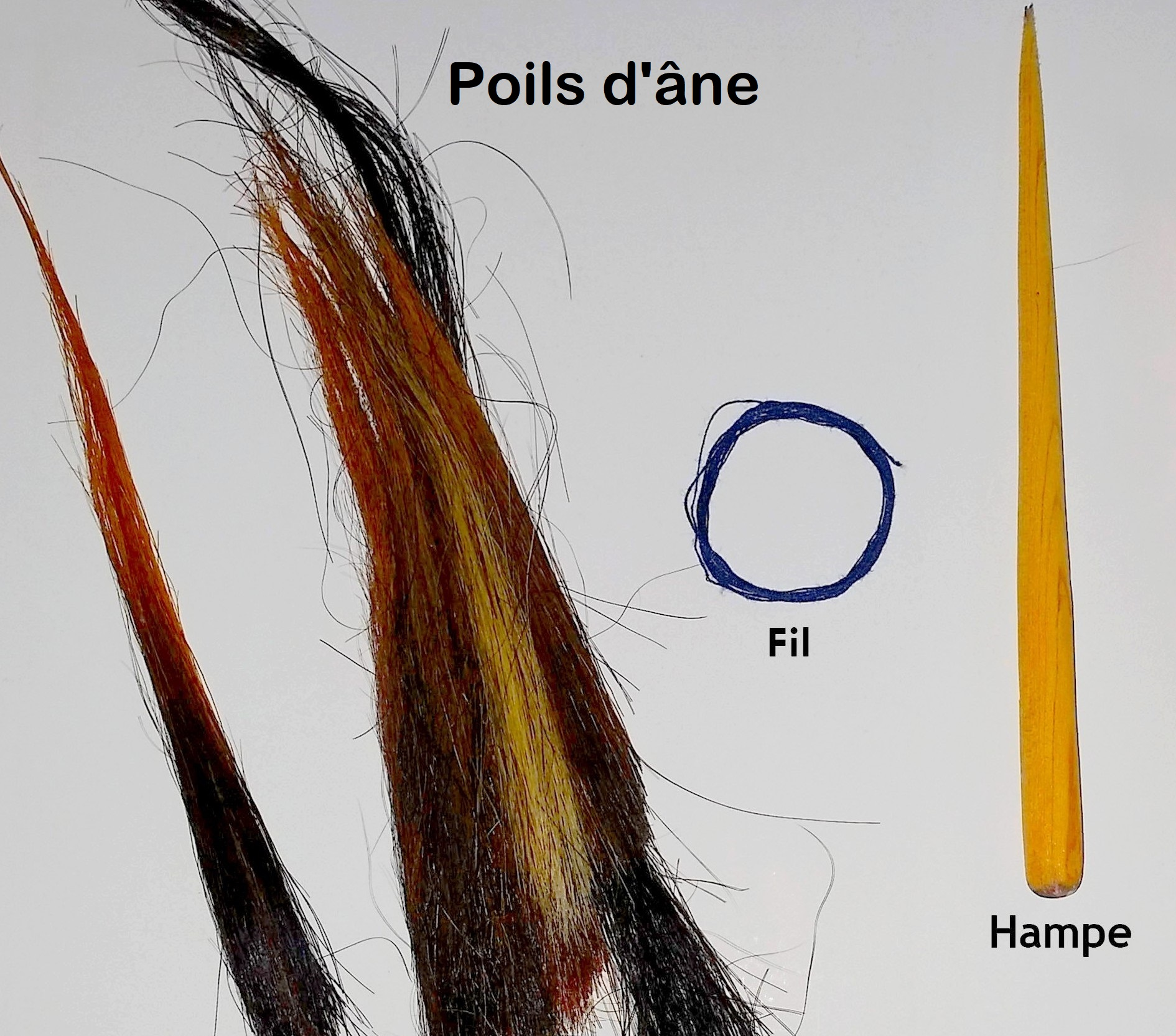
Outils de fabrication de pinceaux traditionnels de poils d'âne pour le Zouaq

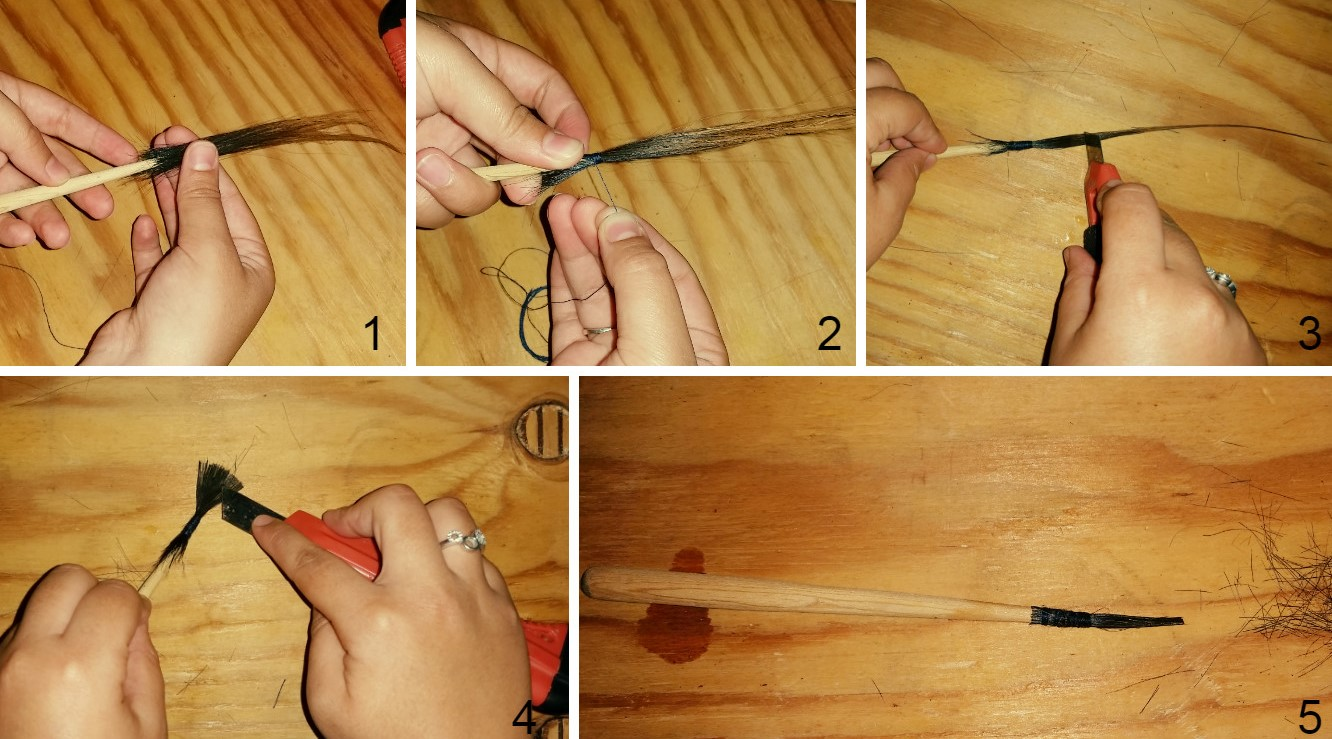
Étapes de fabrication du pinceau traditionnel de poils d'âne.

### Pochoirs
La fabrication du pochoir dépend de la surface à peindre, qu'il s'agisse d'éléments architecturaux d'un bâtiment (vantaux de porte ou de fenêtre, faux plafonds, auvents, frises, etc.) ou de petits objets (tables, tabourets, cadres de miroirs, chaises...). Le motif est dessiné et peint sur du papier cartonné, les vides sont enlevés à la gouge à bois s'il s'agit d'un motif floral, et au ciseau à bois si le motif est géométrique.

## Étapes de réalisation

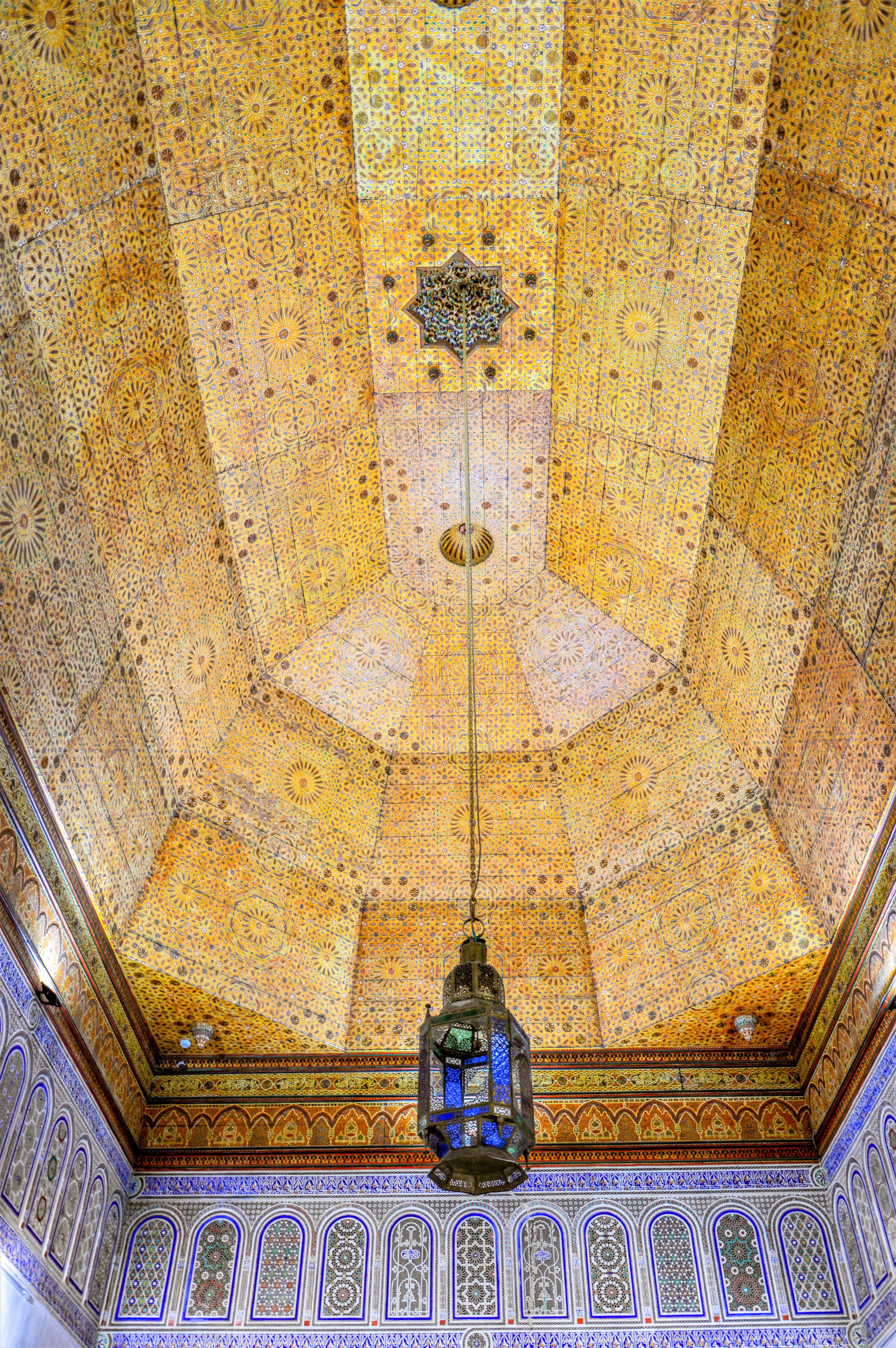
Plafond en bois peint portant un motif géométrique à dar Ssi Said à Marrakech

La technique du zouaq et ses motifs sont généralement codifiés et les règles d'application sont connues chez les M'allems, cependant, la finesse et la beauté de chaque œuvre réalisée dépend et diffère selon le talent de chaque M'allem. D'ailleurs, si deux artisans travaillent, par exemple, sur le même plafond, distinguer le zouaq exécuté par chaque M'allem n'est pas très difficile si l'on y regarde de près.
D'une façon générale, le menuisier ou le charpentier prépare le bois, puis le Tazouaqt se fait sur les trois étapes suivantes:

### Impression du motif
L'empreinte du motif sur la surface qui est déjà peinte avec une couleur de fond unie, qui est souvent la couleur ocre rouge. Pour imprimer les traces du motif, l'artisan utilise un tampon de poudre fabriqué à la main.

### Ṭriḥ
Avec les couleurs déjà sélectionnées et préparées, et à l'aide du pinceau traditionnel, le motif tracé est peint (où la surface est exempte de poudre) avec précision et sans trembler, en posant la main portant le pinceau sur la paume de l'autre.

### Tazyīn
Une fois la peinture appliquée à l'étape «Ṭriḥ» séchée, la poudre devient inutile, elle est par la suite jetée. Étape suivante, un trait plus petit est tracé sur les bords du motif avec un autre pinceau plus fin, avec la couleur blanche ou noire.

## Couche de finition
L'utilisation d'un vernis à base d'huile de lin était une chose fondamentale pour les bois peints. Une couche de ce vernis suffisait à protéger le décor peint et donner une patine à leur fraîcheur trop crue. L'application est simple, après le séchage assuré de la peinture, un chiffon imbibé d'huile de lin permet de vernir la surface.